# 無尾蜆蝶
无尾蚬蝶（学名：Dodona durga）是一种分布于印度、尼泊尔及中国南方等地的蝴蝶，隶属于蚬蝶科尾蚬蝶属。

## 形态特征
翅展30～40毫米，双翅背面底色为深褐色，具有橙黄色斑纹。